# 阿爾比納

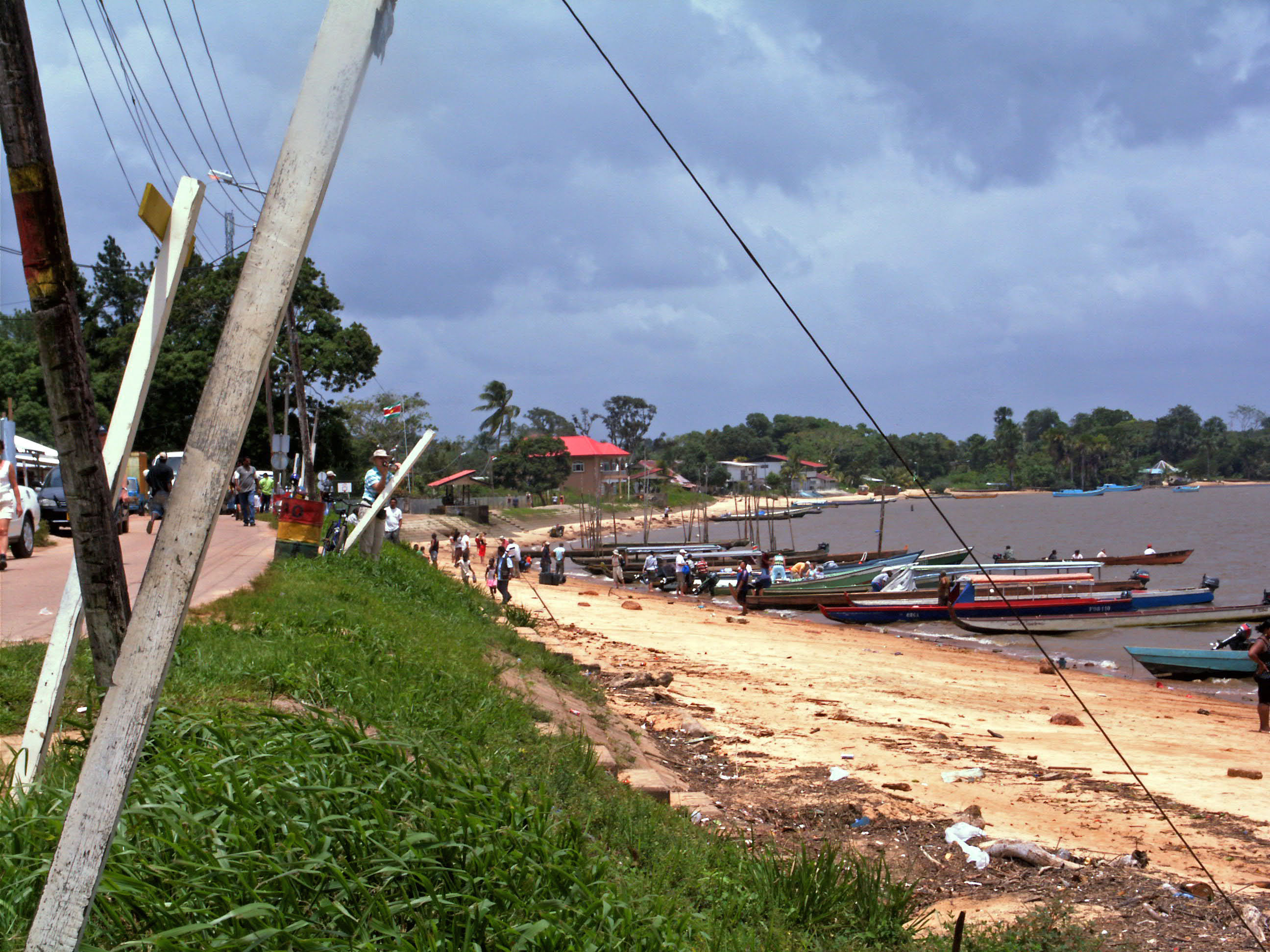

阿爾比納（荷蘭語：Albina）是蘇里南的城鎮，也是馬羅韋訥區的首府，位於該國東北部馬羅尼河西岸，毗鄰與法屬圭亞那接壤的邊境，距離首都巴拉馬利波約150公里，2012年人口4,649。
5°30′N 54°03′W / 5.500°N 54.050°W